# Brummer-Klasse (1916)
Die Brummer-Klasse war eine Klasse von zwei Minenkreuzern der Kaiserlichen Marine, die im Ersten Weltkrieg zum Einsatz kam.

## Geschichte

### Entwicklungsgeschichte
Bei der Stettiner Vulcan-Werft befanden sich zu Beginn des Ersten Weltkriegs vier leistungsstarke Turbinensätze für den russischen Kreuzerneubau Swetlana in der Endfertigung, die auf Grund der Umstände aber nicht mehr ausgeliefert wurden. Seitens Vulcan wurde darum vorgeschlagen, diese Maschinen zu nutzen und sie zum Bau zweier großer Zerstörer zu verwenden (ähnlich wie die B-97-Klasse von Blohm & Voss). Da die Seemine zu diesem Zeitpunkt bereits ihren Offensivwert unter Beweis gestellt hatte und es der Kaiserlichen Marine an modernen Minenlegern mangelte, wurden vom Reichsmarineamt stattdessen zwei schnelle Minenkreuzer bestellt. Die Entwicklungszeit war relativ kurz, da man sich vom Entwurf an den neueren Großen Torpedobooten orientierte und die Maschinenanlage sich bereits in der Endfertigung befand.

#### Herkunft der Turbinen
In der Fachliteratur findet sich häufig die Angabe, die Turbosätze der Brummer-Klasse wären ursprünglich für den russischen Schlachtkreuzer Nawarin der Borodino-Klasse vorgesehen. Die Herkunft dieser Aussage ist unklar, da in den noch erhaltenen Unterlagen der Vulcan AG stets von Turbinen „für einen russischen Kleinen Kreuzer“ die Rede ist. Außerdem sprechen technische Gründe klar gegen diese Theorie: Die russischen Schlachtkreuzer der Borodino-Klasse besaßen zwei Hochdruckturbinen auf den Innenwellen und zwei Niederdruckturbinen auf den Außenwellen, die alle Überdruckturbinen nach dem Parsons-Prinzip waren. Brummer und Bremse waren dagegen mit je zwei Sätze aus hintereinandergeschalteten HD- und ND-Gleichdruckturbinen nach der Bauart von Curtis ausgestattet.

### Entwurf
Da Seeminen eine Hauptwaffe bilden sollten, wurde eine hohe Transportkapazität angestrebt, statt der üblicherweise 120 konnten bis zu 400 Seeminen transportiert werden. Aus Gewichtsgründen wurde die Hauptartillerie im Vergleich zu den vorhergehenden Kleinen Kreuzern verringert und die Panzerstärken halbiert. Da diese Klasse vorzugsweise in feindlichen Gewässern operieren sollte, strebte man eine hohe Durchschnitts- und Endgeschwindigkeit an. Auch legte man, um bei Operationen nicht sofort als deutsches Schiff identifiziert zu werden, großen Wert auf optische Ähnlichkeit zu britischen Kreuzern: Die Brummer-Klasse ähnelte sehr den britischen Leichten Kreuzern der Arethusa-Klasse, das heißt drei Schornsteine, eleganter Klipperbug und auffällig großer Fockmast und umlegbarer, kleiner Großmast.

## Liste der Schiffe
| Name    | Bauwerft           | Kiellegung     | Stapellauf        | Indienststellung | Verbleib                                        |
| ------- | ------------------ | -------------- | ----------------- | ---------------- | ----------------------------------------------- |
| Brummer | AG Vulcan, Stettin | 24. April 1915 | 11. Dezember 1915 | 2. April 1916    | Selbstversenkung am 21. Juni 1919 in Scapa Flow |
| Bremse  | AG Vulcan, Stettin | 27. April 1915 | 11. März 1916     | 1. Juli 1916     | Selbstversenkung am 21. Juni 1919 in Scapa Flow |

## Technische Beschreibung

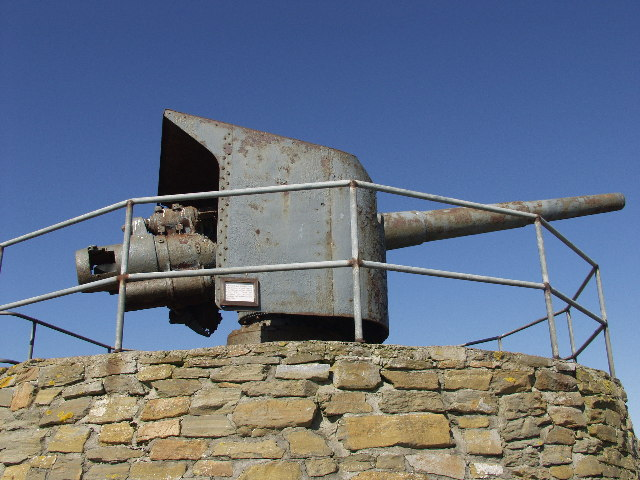
Seitenansicht eines 15-cm-L/45-Geschützes

### Rumpf
Der Rumpf eines Kreuzers der Brummer-Klasse, unterteilt in wasserdichte Abteilungen und genietet, war 140,4 Meter lang, 13,2 Meter breit und hatte bei einer Einsatzverdrängung von 5.856 t einen Tiefgang von 6 Metern. Die Klasse galt als ausgesprochen seegängig und hatte einen engen Wendekreis.

### Antrieb
Der Antrieb erfolgte durch sechs Dampferzeuger (Marinekessel) und zwei Turbinensätze, mit denen eine Gesamtleistung von 42.797 PS (31.477 kW) erreicht wurde. Diese gaben ihre Leistung an zwei Wellen mit je einer Schraube ab. Die Höchstgeschwindigkeit betrug 28 Knoten (52 km/h).
Um die hohe Geschwindigkeit mit den üblichen Kohlekesseln über mehrere Stunden halten zu können, hätte es einer hohen Zahl von Heizern bedurft. Diese war in dem relativ kleinen Rumpf aber nicht unterzubringen. Darum entschied man sich für eine überwiegend ölgefeuerte Kesselanlage mit vier reinen Ölkesseln und zwei Kesseln mit gemischter Kohle-Öl-Feuerung.
Der reguläre Brennstoffvorrat lag bei 300 t Kohle und 500 t Heizöl. Damit war eine Reichweite von 5.800 sm bei 12 kn realisierbar. Maximal konnte sogar doppelt so viel Brennstoff untergebracht werden, jedoch nur um den Preis einer Reduzierung der Zahl mitgeführter Minen und eines erhöhten Tiefgangs mit allen seinen Konsequenzen (Absinken der Geschwindigkeit, Eintauchen des Seitenpanzers unter die Wasserlinie).

### Bewaffnung
Die Artilleriebewaffnung bestand aus vier 15-cm-L/45-Geschützen in Einzellafette und zwei 8,8-cm-SK L/45 in Einzellafette zur Flugabwehr. Auf den Ablaufschienen im Zwischendeck konnten 250 Seeminen transportiert werden, dazu kamen weitere Stellplätze für 60 Minen an Deck bzw. sogar bis zu 150 Minen an Deck, wenn eine Einschränkung der Richtbereiche für die 15-cm-Geschütze akzeptiert wurde. Während des Baus wurden noch zwei einzelne 50-cm Deckstorpedorohre mit insgesamt vier Torpedos ergänzt.

### Panzerung
Die Panzerung der Minenkreuzer orientierte sich grundsätzlich an der gleichzeitiger Kleiner Kreuzer, allerdings wurden einige Vereinfachungen zur Gewichtsersparnis vorgenommen. Der Seitenpanzer erstreckte sich über etwa 70 % der Schiffslänge mit einer homogenen Dicke von 40 mm. Wie bei den Kleinen Kreuzern war er Teil der tragenden Rumpfstruktur. Das Panzerdeck war nur 15 mm dick und lag im Bereich zwischen vorderem und achterem Aufbau auf der Oberkante des Seitenpanzers auf (es besaß also keine Böschung). Davor und dahinter war es um ein Deck abgesenkt und erstreckte sich bis zum Bug bzw. bis zum Rudermaschinenraum. Zwei Panzerquerschotte mit je 25 mm Dicke schlossen die Zitadelle nach vorne und hinten ab, ein weiteres Querschott mit 15 mm Dicke befand sich am vorderen Ende des Seitenpanzers. Alle 15-cm-Geschütze besaßen 50 mm dicke Schilde. Der Kommandoturm unterhalb der Brücke war 80 mm dick gepanzert, mit einem 20 mm dicken Dach.

## Besatzung
Die Besatzung hatte ein Stärke von 309 Mann, davon 16 Offiziere.